# Katharina Bauer (Bogenschützin)
Katharina Bauer (* 1. September 1995) ist eine deutsche Bogenschützin.

## Karriere
Katharina Bauer begann 2005 bei der BSG Raubling mit dem Bogensport. 2018 gab sie ihr Debüt im Weltcup. Bei den Europameisterschaften 2022 in München gewann sie Einzel-Bronze und wurde zusammen mit Michelle Kroppen und Charline Schwarz Mannschaftseuropameisterin. Im Folgejahr wurde das Trio Weltmeister in Berlin. Im Mai 2024 gewann Bauer bei den Europameisterschaften in Essen Bronze mit der Mannschaft. Zudem krönte sie sich im Einzel sowie im Mixed mit Florian Unruh zur Europameisterin. Bei den Olympischen Sommerspielen 2024 in Paris schied Bauer im Einzel in der ersten Runde gegen die US-Amerikanerin Catalina Gnoriega aus. Im Mannschaftswettbewerb scheiterten Bauer, Kroppen und Schwarz im Viertelfinale an Mexiko.